# جيف مارشال
جيف مارشال (بالإنجليزية: Geoff Marshall)‏ هو مذيع بريطاني، ولد في 17 أغسطس 1972 في لامبث ‏ في المملكة المتحدة.

## وصلات خارجية
- الموقع الرسمي